# Quintino
Quinten van den Berg, känd som Quintino, född 21 september 1985 i Den Helder, är en nederländsk discjockey som skrev skivkontrakt med Spinnin' Records under 2012. Han slog igenom med låten "Epic", som blev en hit i Nederländerna.